# Brian Moorman
Brian Moorman (* 5. Februar 1976 in Wichita, Kansas) ist ein ehemaliger US-amerikanischer American-Football-Spieler auf der Position des Punters. Er spielte für die Buffalo Bills und Dallas Cowboys in der National Football League (NFL).

## Highschool und College
Moorman besuchte die Sedgwick High School in Sedgwick, Kansas, wo er bereits Auszeichnungen unter anderem für seine Leistungen im Football und Baseball erhielt. Bereits früh war klar, dass er eine für Punter herausragende Geschwindigkeit besaß, die es ihm ermöglichte, Punts anzutäuschen und selbst mit dem Ball für ein First-Down zu laufen (fake punt runs). Das ist deswegen eine Leistung, die viele andere Punter nicht vollbringen können, da der puntende Spieler 12–15 Yards von der Line of Scrimmage entfernt steht. Nach seiner Highschool-Zeit besuchte Moorman die Pittsburg State University.

## Profi-Karriere

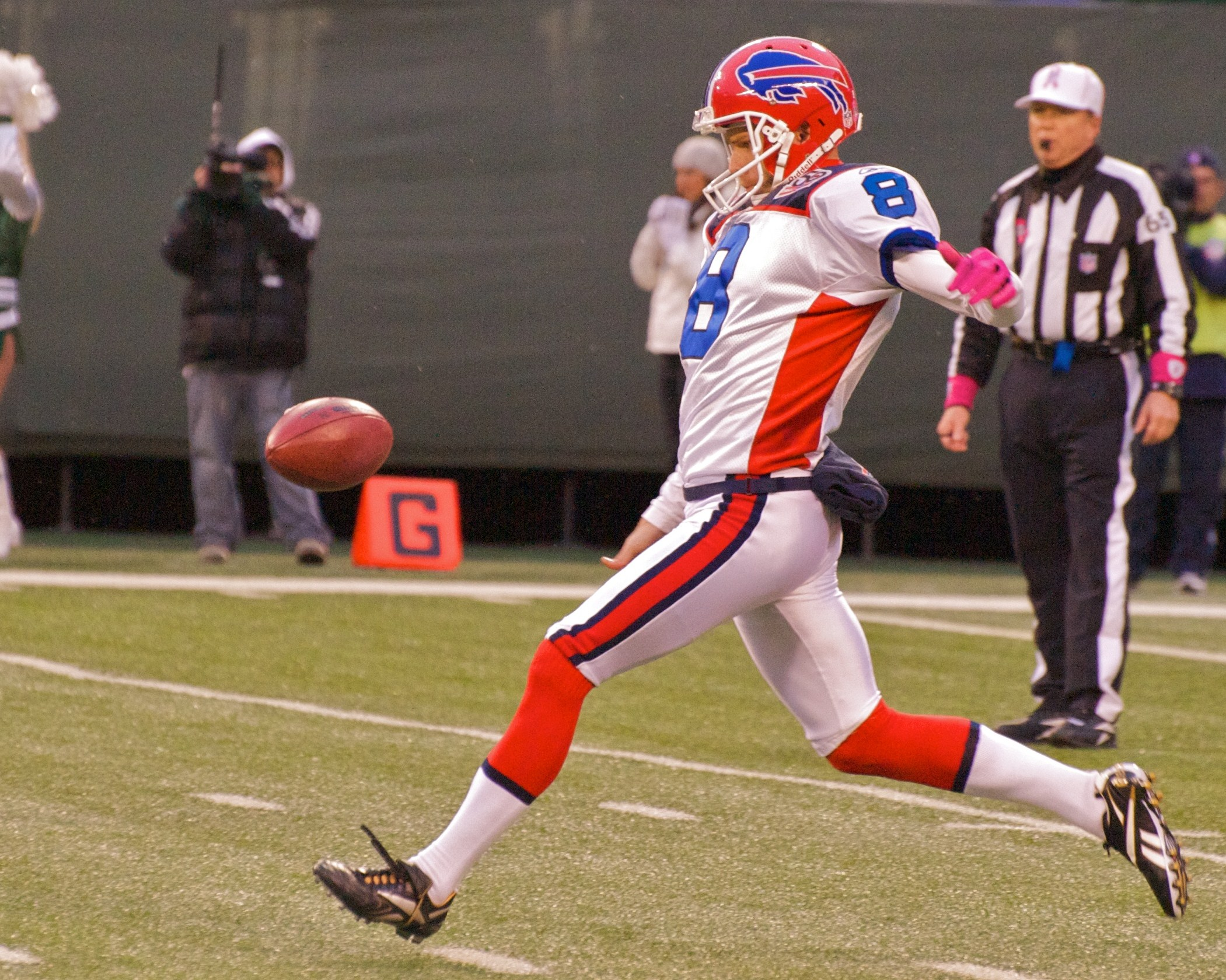
Moorman bei einem Punt für die Bills, 2009

Moorman unterzeichnete seinen ersten Profi-Vertrag 1999 bei den Seattle Seahawks als Free Agent, was für Punter nicht unüblich ist, da sie meistens erst nach dem NFL Draft Verträge angeboten bekommen. Bei den Seahawks schaffte er es jedoch nicht in den Kader für die Regular Season. Ab 2000 spielte er bei den Berlin Thunder in der NFL Europe, bevor ihn die Buffalo Bills in der Saison 2001 unter Vertrag nahmen.
Während der Saison 2008 puntete Moorman 58 mal, wobei er durchschnittlich eine Weite von 44,1 Yards erreichte. 23 seiner Punts blieben innerhalb des gegnerischen 20-Yard-Raums. Sein längster Punt dieser Saison erreichte eine Länge von 63 Yards, sein längster überhaupt sogar 75 Yards, was 75 % des gesamten Spielfelds entspricht. 
Am 25. September 2012 wurde Moorman von den Bills entlassen. Nach einer Saison bei den Dallas Cowboys nahmen die Pittsburgh Steelers Moorman unter Vertrag. Dort wurde er vor Beginn der Regular Season wieder entlassen. Am 6. Oktober 2013 kehrte Moorman zu den Buffalo Bills zurück. Vor dem Beginn der Spielzeit 2014 wurde er von den Bills zum zweiten Mal entlassen.
Als einer der besten Punter zu seiner Zeit wurde er in das National Football League 2000s All-Decade Team gewählt. Er war der einzige Spieler dieses Teams, der niemals in einem Play-off-Spiel auf dem Feld stand.